# Challenger de Rennes 2017

El torneo Open de Rennes 2017 es un torneo profesional de tenis. Pertenece al ATP Challenger Series 2017. La 10.ª edición fue disputada sobre superficie dura bajo techo, en Rennes, Francia entre el 24 al el 29 de enero de 2017.

## Jugadores participantes del cuadro de individuales
| Favorito | País                       | Jugador            | Rank1 | Posición en el torneo |
| -------- | -------------------------- | ------------------ | ----- | --------------------- |
| 1        | Bandera de Francia         | Jérémy Chardy      | 72    | Primera ronda         |
| 2        | Bandera de Francia         | Paul-Henri Mathieu | 75    | Cuartos de final      |
| 3        | Bandera de Eslovaquia      | Jozef Kovalík      | 110   | Segunda ronda         |
| 4        | Bandera de Ucrania         | Sergiy Stakhovsky  | 111   | Segunda ronda         |
| 5        | Bandera de Argentina       | Guido Andreozzi    | 116   | Segunda ronda         |
| 6        | Bandera de República Checa | Lukáš Rosol        | 118   | Segunda ronda         |
| 7        | Bandera de Rusia           | Yevgueni Donskoi   | 125   | Primera ronda, retiro |
| 8        | Bandera de Alemania        | Tobias Kamke       | 126   | Segunda ronda         |

- 1 Se ha tomado en cuenta el ranking del 16 de enero de 2017.

### Otros participantes
Los siguientes jugadores recibieron una invitación (wild card), por lo tanto ingresan directamente al cuadro principal (WC):
- Geoffrey Blancaneaux
- Evan Furness
- Maxime Janvier
- Tristan Lamasine

Los siguientes jugadores ingresan al cuadro principal tras disputar el cuadro clasificatorio (Q):
- Rémi Boutillier
- Edward Corrie
- Stefanos Tsitsipas
- Jürgen Zopp

## Campeones

### Individual Masculino
- Uladzimir Ignatik derrotó en la final a  Andréi Rubliov, 6–7(6), 6–3, 7–6(5).

### Dobles Masculino
- Yevgueni Donskoi /  Mikhail Elgin derrotaron en la final a  Julian Knowle /  Jonathan Marray, 6–4, 3–6, [11–9]